# Siphocampylus furax
Siphocampylus furax är en klockväxtart som beskrevs av Franz Elfried Wimmer. Siphocampylus furax ingår i släktet Siphocampylus och familjen klockväxter. IUCN kategoriserar arten globalt som starkt hotad. Inga underarter finns listade i Catalogue of Life.